# Dactylaria scolecospora
Dactylaria scolecospora är en svampart som beskrevs av P.M. Kirk 1983. Dactylaria scolecospora ingår i släktet Dactylaria, ordningen disksvampar, klassen Leotiomycetes, divisionen sporsäcksvampar och riket svampar.   Inga underarter finns listade i Catalogue of Life.